# Anton Gentil
Anton Kilian Gentil (ur. 29 września 1867 w Aschaffenburgu, zm. 20 maja 1951 tamże) – niemiecki fabrykant i kolekcjoner sztuki.

## Życie rodzinne
Anton Gentil urodził się w Aschaffenburgu jako syn cukiernika Augusta Gentila (1838-1895) i jego drugiej żony Elisabeth Breunig (1842-1872). Jego dziadek – szklarz Kilian Gentil (1805-1878) był dla przyszłego fabrykanta przykładem oraz autorytetem, na którym się on wzorował, a także po którym przejął zamiłowanie do sztuki. Przodkowie Antona Gentila pochodzili z Francji. Nie wiadomo dokładnie kiedy osiedlili się oni w Aschaffenburgu. Pierwsza pisemna wzmianka w miejskich dokumentach o osobach o tym nazwisku pochodzi z 1636 roku (okres wojny trzydziestoletniej). Przez stulecia członkowie tej rodziny trudnili się krawiectwem oraz piekarstwem. Ze względu na francuskie pochodzenie ich nazwisko wymawiano i do dziż wymawia się „na sposób francuski”, tj. Schandel.
Młody Anton Gentil po ukończeniu nauki w szkole ludowej i realnej, rozpoczął naukę w zawodzie szklarza, a następnie ślusarza maszynowego. Po odbyciu służby wojskowej (1886-1889) uczył się on zawodu odlewnika metalu. W 1890 roku ożenił się on z Elisabeth Marią (Elizą) Knecht. Mieli oni piątkę dzieci. Pierwsze z nich zmarło w czasie porodu. W 1892 roku urodził się Otto Gentil. Ich córka – Maria (ur. 1894) wyszła za Helfricha i zmarła po urodzeniu ich trzeciego wspólnego dziecka w 1928 roku. Elisabeth Rosin, zwana potocznie Lies (ur. 1897), była artystką i poślubiła po pierwszej wojnie światowej malarza Ericha Hake (1882-1944). Najmłodsze dziecko Gentilów – Richard (1905-1972) został inżynierem budowy maszyn i przejął w 1951 roku ojcowskie przedsiębiorstwo produkujące maszyny.
Anton Gentil był wielkim fanem sportu (był jednym z pierwszych posiadaczy rowerów w Aschaffenburgu) i nowinek technicznych (zwłaszcza motoryzacji). Ten aschaffenburski fabrykant zmarł 21 maja 1951 roku w wyniku odniesionych ran podczas spowodowanego przez niego wypadku samochodowego. Urna z prochami Antona Gentila została wbudowana w ścianę jego „domu-muzeum” – Gentil-Haus i „zamknięta” tablicą z brązu z następującą treścią:
Kilian Anton Gentil – Schlosser und Gießer 1867-1951
Aschaffenurski przemysłowiec zapisał się w pamięci wielu ludzi jako osoba bezpośrednia, dowcipna oraz nie oczekująca poklasku od innych. W czasie drugiej wojny światowej jego „niezależność” i niepoddanie się panującej ideologii potwierdzał fakt pozdrawiania się słowami: „Szczęść Boże” w miejsce powszechnie używanego zwrotu: „Z niemieckim pozdrowieniem”. Choćby z tego względu trafnymi są słowa, iż Anton Gentil był:
Człowiekiem, który szedł swoją ścieżką, który twardo stąpał po ziemi i niebo sztuki ponad sobą miał. Pozostawał on wierny swoim przyjaciołom, a oni mu. Przede wszystkim jednak pozostawał on wierny sam sobie
Za zasługi dla miasta lokalne władze nadały jednej z aschaffenburskich ulic nazwę ku jego pamięci.

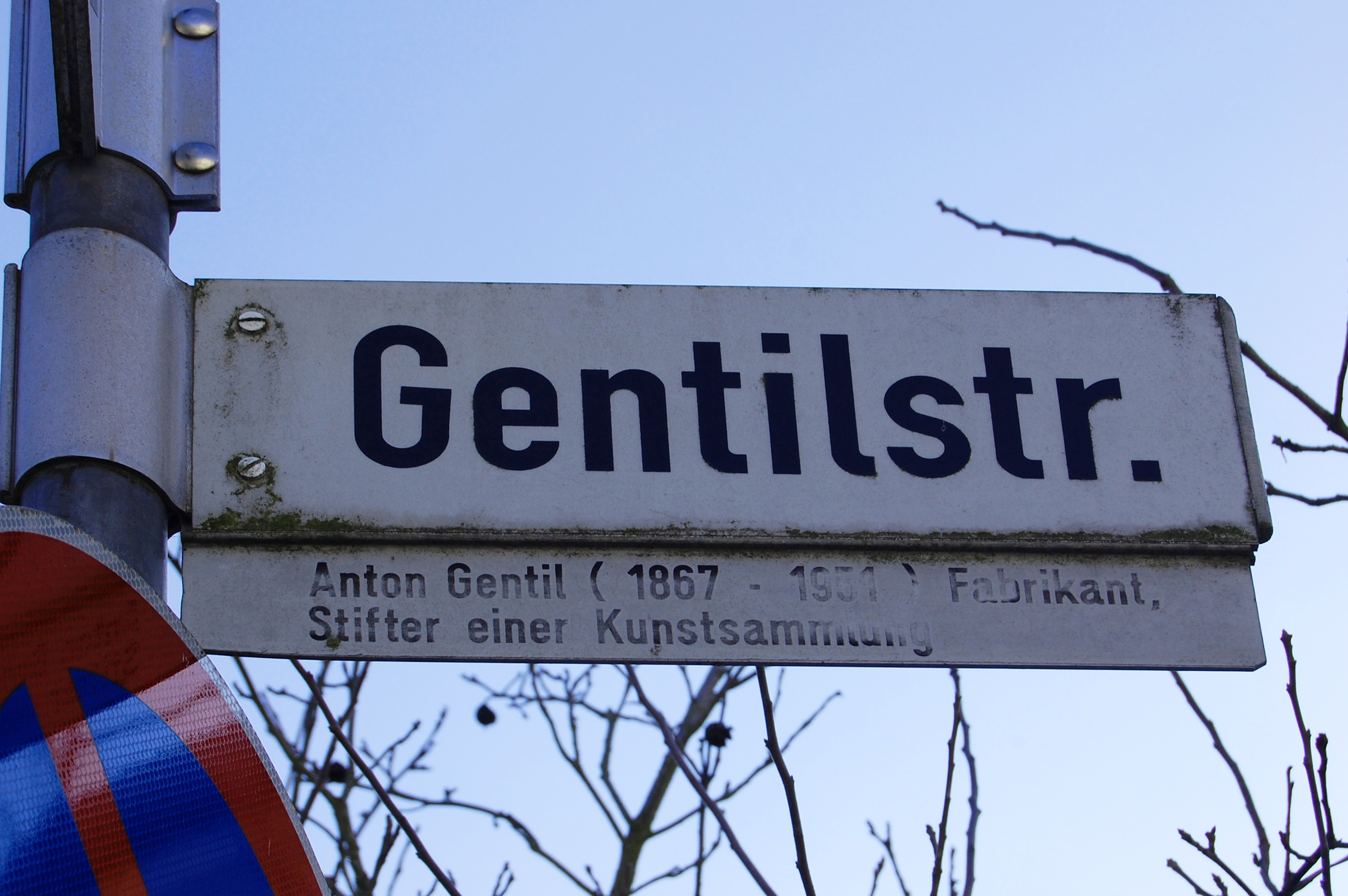
Ulica Gentila

## Życie zawodowe
Zanim Anton Gentil stał się właścicielem dobrze prosperującej fabryki, pracował on prawie dwa lata jako tokarz w aschaffenburskiej fabryce piekarników Koloseus. W 1892 roku otworzył warsztat naprawczy przy Steingasse, w którym kształciło się pod jego okiem trzech uczniów. W 1894 roku, ze względu na dużą ilość zleceń, zdecydował się on na powiększenie swojego zakład usługowego. W niedługim czasie stał się mistrzem rzemieślniczym w zakresie tokarstwa i kowalstwa. W okresie tym Anton Gentil przeniósł się ze swoim przedsiębiorstwem na Betgasse, a w 1900 roku otworzył własną fabrykę maszyn na Lange Straße 24 (dawna Marienstraße), która ulokowana była w pobliżu dworca kolejowego. W chwili jej otwarcia miał zaledwie 25 lat. W niedługim czasie przedsiębiorstwo dawało pracę dla 150 osób.
W tym samym czasie aschaffenburski przemysłowiec pracował nad udoskonaleniem pomp wirnikowych i już na końcu 1920 roku udało mu się zbudować nowy model dostosowany do potrzeb przemysłu papierniczego, chemicznego i spożywczego, co w niedługim czasie stało się przyczyną jego sukcesów na rynku.
Podczas drugiej wojny światowej zatrudnienie w zakładach Antona Gentila spadło ze 100 do 40 osób, a w wyniku bombardowań miasta przez siły alianckie blisko 90% majątku firmowego uległo zniszczeniu. Dopiero w roku 1950 ponowna odbudowa oraz modernizacja zakładu została zakończona. W 1976 roku fabryka Antona Gentila została sprzedana przez jego potomków spółce akcyjnej Allweiler w Radolfzell am Bodensee.
Do grona jego głównych klientów należeli: Bawarska Piwowarska Spółka Akcyjna Aschaffenburg (Bayerische Aktien-Bierbrauerei Aschaffenburg – BABA) oraz Aschaffenburski Zakład Lniany (Aschaffenburger Zellstoffwerke).
Anton Gentil dzięki swojej firmie nazywany był potocznie „Antonem od pomp/pomopowzm człowiekiem” („Pumpen-Anton”), za czym on sam jednak nie przepadał. Był osobą, który nie mogła „nic nie robić”. Zawsze powtarzał, że:
praca jest najwyższym szczęściem

## Zamiłowanie do architektury

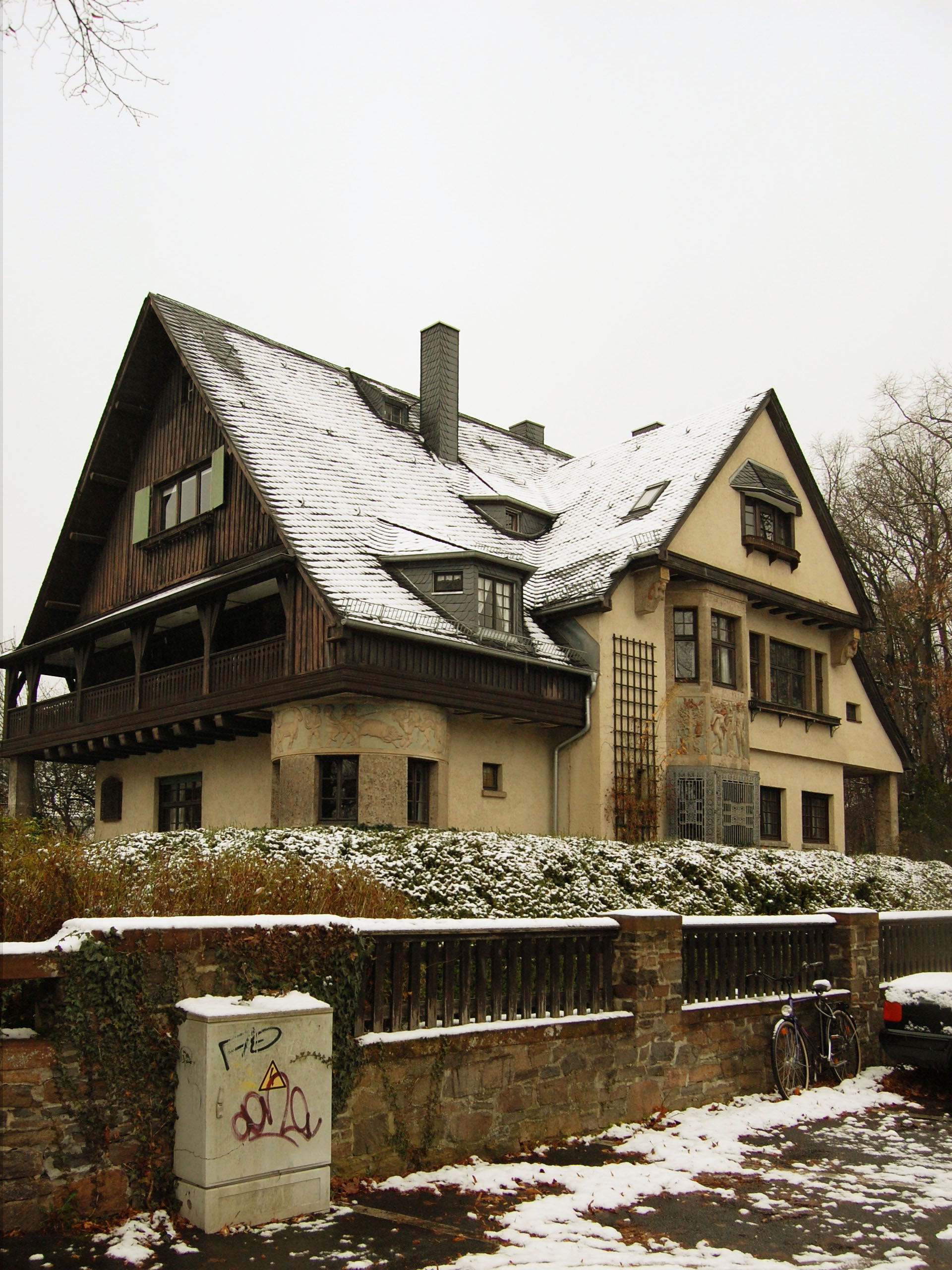
Gentil-Wohnhaus

Dla wszystkich moich budowli robiłem własne projekty i tworzyłem sobie na początku ich modele, aby jeszcze lepiej móc obserwować proporcje i efekt końcowy pracy.
Tak też rozpoczął on w lecie 1908 roku prace nad swoim pierwszym architektonicznym dziełem, w którym miał zamieszkać wraz z rodziną (budynek przy Lindenallee 26). Dwa lata później dom był ukończony. Owa „wiejska” willa z wyraźnymi wpływami stylu secesyjnego zawiera w sobie dużą i wysoką na dwa piętra sień. Wokół ogromnego holu umieścił on jeden pokój mieszkalny z okrągłym wykuszem, drugi pokój tylko na obrazy oraz trzeci pokój „pana domu” (w którym przewidziano specjalny wykusz jako miejsce spożywania śniadań). Na piętrze domu znalazły się pomieszczenia o prywatnym charakterze. Całe wyposażenie wnętrz budynku (tj.: lampy, pokrycia, okucia, kraty okien) zostało zaprojektowane, a następnie wykonane w pracowniach (odlewnia i stolarnia) Antona Gentila, który osobiście czuwał nad ich wykończeniem.

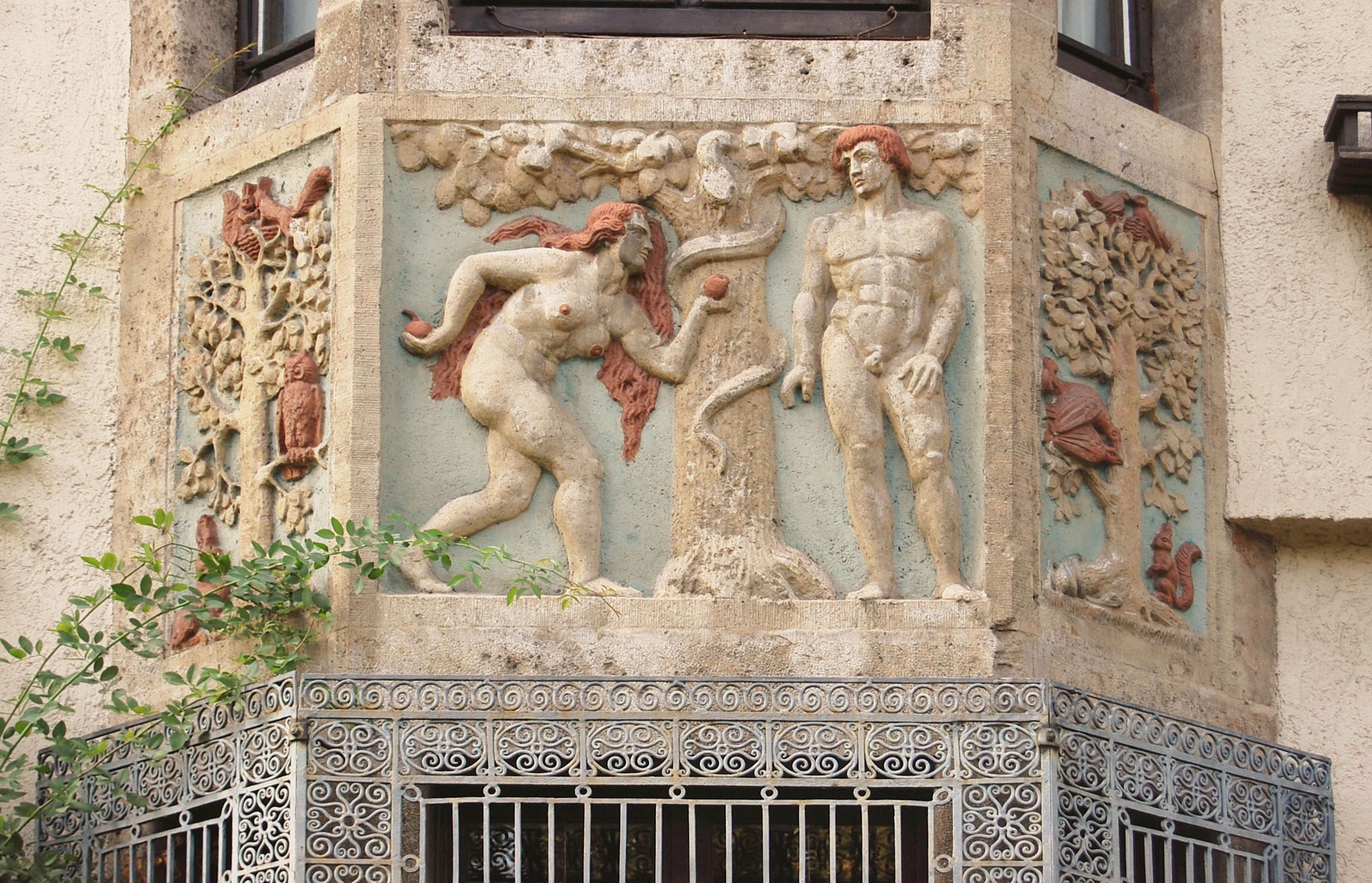
Gentil-Wohnhaus – ozdoby na fasadzie

W 1912 roku tak zwany „dom mieszkalny Gentil” (Gentil-Wohnhaus) został przedstawiony na łamach berlińskiego czasopisma „Gazeta Architektury i Rzemiosła Artystycznego” („Blätter für Architektur und Kunsthandwerk”), co było początkiem jego sławy jako „oryginalnego architekta-samouka”.
Aschaffenburski przemysłowiec rozpoczął w 1922 roku budowę nowego obiektu – tym razem „domu-muzeum” przeznaczonego wyłącznie dla swoich zbiorów sztuki (tzw. Gentil-Haus) przy Grünewaldstrasse 20. Znajduje się on naprzeciwko domu mieszkalnego Gentila przy Lindenallee.

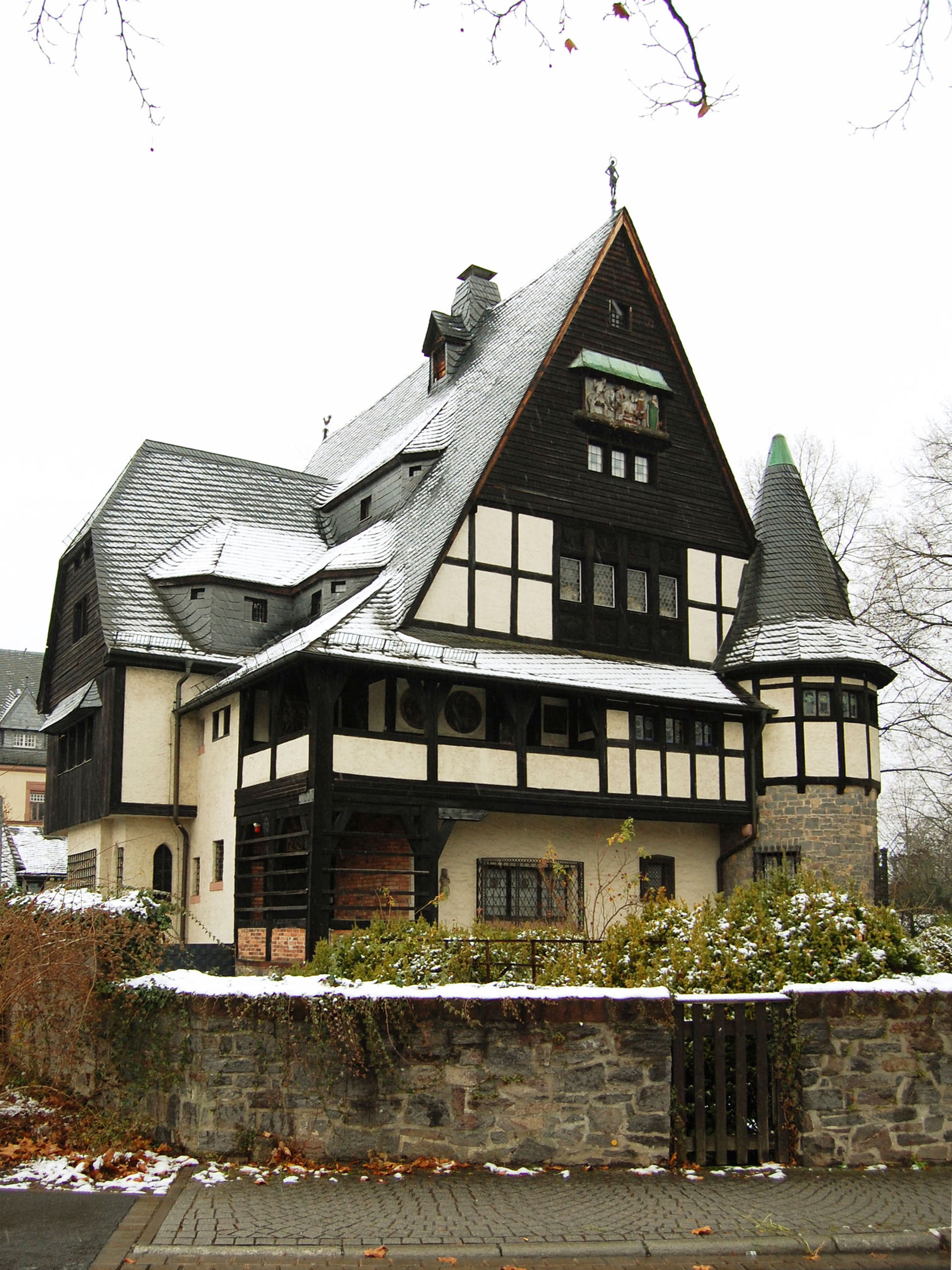
Gentil-Haus – obecnie muzeum

Dom ten jest wybudowany dla pomieszczenia moich zbiorów. Jest on jednak przytulnie i „mieszkaniowo” wyposażony. Dzięki temu kolekcja ta „nie wypada” z niego, ale jest w nim dobrze wkomponowana
Parter tej masywnej budowli zbudowany został z łupków kamiennych. Wschodnią fasadę tworzy „mur pruski”, a zachodnią – murowana ściana. Budynek w stanie surowym został ukończony w 1923 roku, wtedy też na jego ścianie zewnętrznej umieszczono tablicę z brązu z napisem „Haus Gentil”. W roku 1924 ostatecznie ukończono budowę pomieszczeń pomocniczych, tj. kuchni letniej oraz garażu, jak i ogrodu otaczającego dom. W późniejszym czasie (lata 1929/30) Anton Gentil wybudował atelier tuż przy Gentil-Haus dla swojego syna Otto. W 1949 roku Pumpen-Anton zapisał testamencie swój „dom-muzeum” oraz znajdujące się w nim zbiory sztuki swojemu rodzinnemu miastu – Aschaffenburgowi.

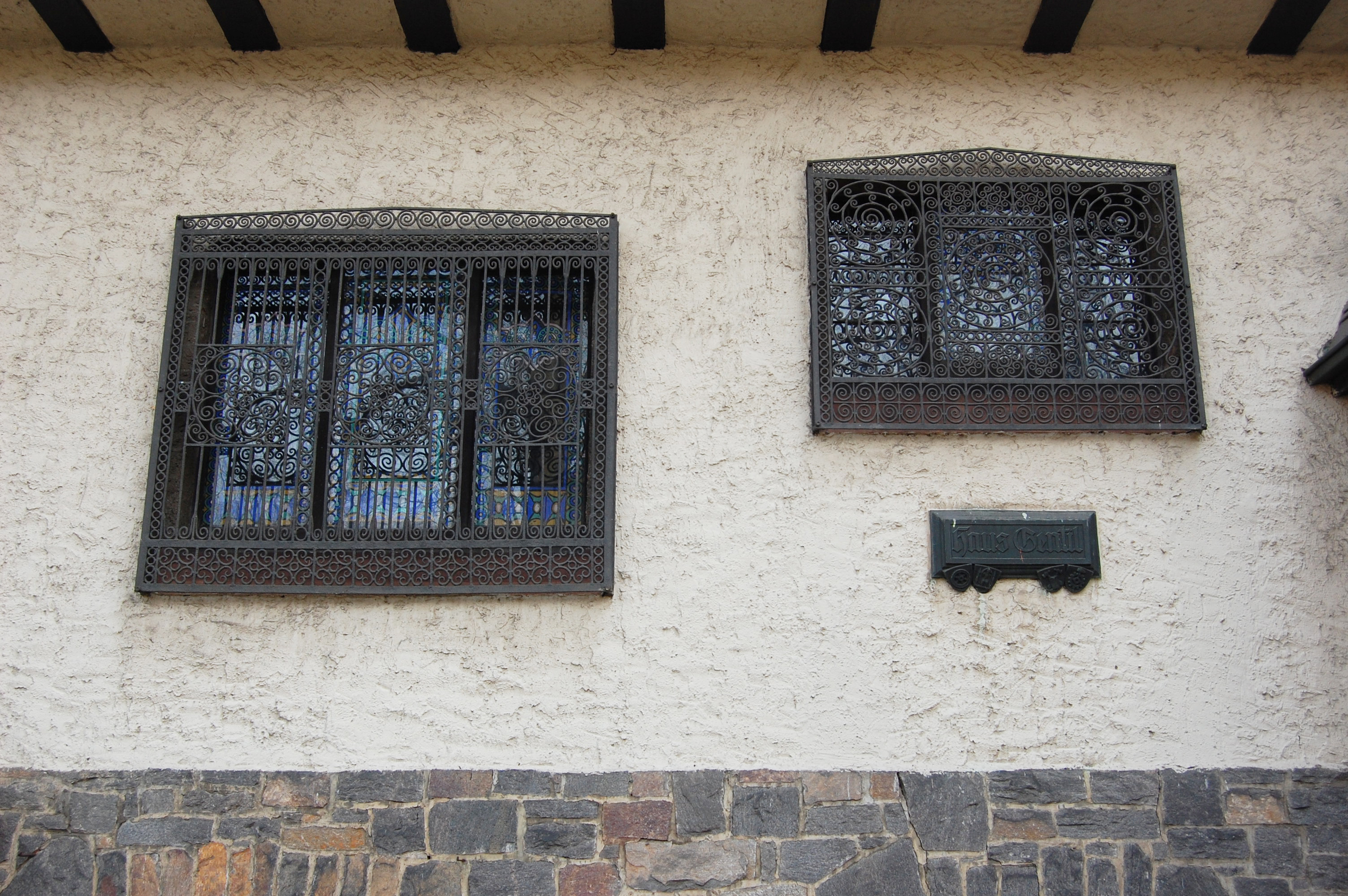
Gentil-Haus – okucia na fasadzie

W latach 1933–1935 powstała trzecia w całości zaplanowana przez niego budowla – tzw. zamek Gentila (Gentil-Burg) znajdujący się przy Würzburger Straße. Od momentu jego ukończenia stał się on ważnym punktem orientacyjnym w tym rejonie Aschaffenburga. Budynek ten bowiem:
Tak jak zamek na wzgórzu nad okolicą króluje [...] a przede wszystkim wyglądająca na obronną – wieża pod czterospadowym dachem.
Wspomniana wieża ma 18 metrów wysokości. Obiekt przypomina budowlę średniowieczną również dzięki murowi kamiennemu otaczającemu dom od południowego wschodu. Budynek posiada na trzech kondygnacjach niemal 750 metrów kwadratowych powierzchni mieszkaniowej, w których znajduje się 21 pokoi, a tzw. hol główny (niem. „Diele”) z wyposażeniem znajduje się pod ochroną prawną jako dobro kultury. Gentilburg do dziś dnia znajduje się w posiadaniu rodziny Gentil. Wartość budynku wraz ze zgromadzonymi w nim zbiorami sztuki wycenia się na około 2 mln Euro.

## Kolekcjonerstwo sztuki

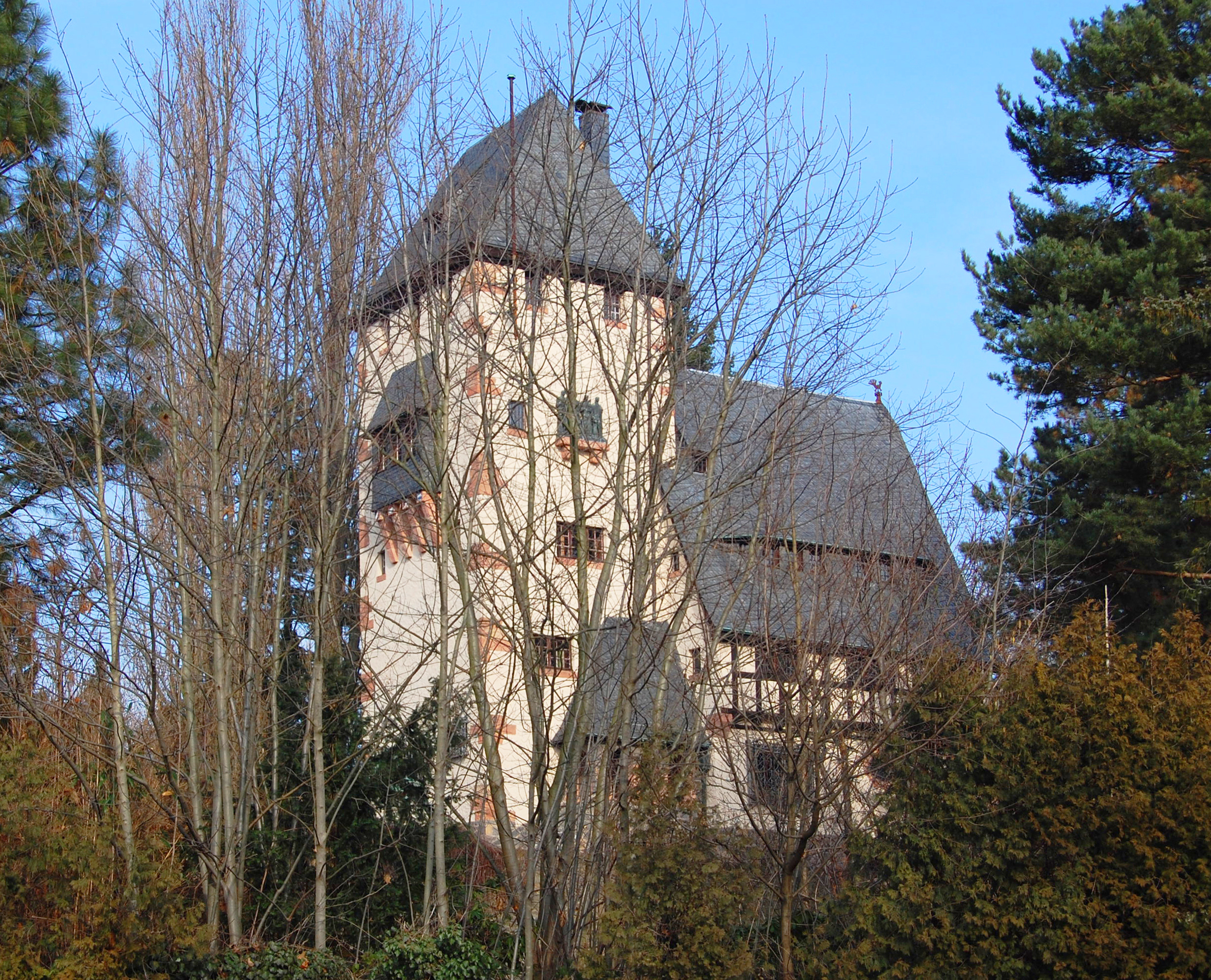
Gentil-Burg

Jako szanowany i znaczący w branży fabrykant odbywał on liczne podróże służbowe, które wielokrotnie były dla niego okazją do poszukiwań nowych eksponatów do swojej kolekcji dzieł sztuki. Podczas swoich artystycznych wypraw odwiedził wielokrotnie Amsterdam, Brugię, Florencję, Gent, Neapol, Paryż, Rzym oraz Wenecję. Każdego roku Anton Gentil starał się odwiedzać wystawy sztuki. Z czasem rozpoczął on tzw. „podróże edukacyjne” po słynnych miastach sztuki na całym świecie. W sumie Anton Gentil poświęcił blisko 45 lat swojego życia kolekcjonerstwu.
Zdarzało mu się podejmować momentalnie decyzję o zakupie niektórych eksponatów ze swojej kolekcji. Było tak m.in. w przypadku figurki Buddy zakupionej w Monachium. Anton Gentil zobaczył ją u jednego z tamtejszych handlarzy podczas pierwszych dni podróży artystycznej do Włoch, a która trwać miała kilka tygodni. Do Aschaffenburga powrócił zaledwie po trzech dniach od wyjazdu bez grosza przy duszy, ale za to nowym eksponatem.
Często zdarzało się, iż aby zakupić interesującą go rzecz, oszczędzał („głodował”) on dłuższy czas, gdyż cena oferowana za obiekt była dla niego zbyt wygórowana. Z drugiej strony część z zakupionych przez niego małym kosztem oraz bez namysłu przedmiotów z biegiem czasu zyskało znacząco na wartości.
Podczas swoich wyjazdów Anton Gentil nawiązywał liczne kontakty z handlarzami i młodymi artystami, a niektórych z nich w późniejszym czasie wspomagał finansowo. Przyjaźń z rzeźbiarzem Ludwikiem Eberle i monachijską społecznością artystyczną, jak i spotkania z Adolfem von Hildebrandem i Franzem von Stuck miały ogromny wpływ na gust, kolekcjonerstwo oraz działalność budowlaną przemysłowca.
Anton Gentil kolekcjonował mniej znane obrazy i szkice przedstawicieli tzw. szkoły monachijskiej, ale i romańskie oraz gotyckie rzeźby, średniowieczne ołtarze, staroniemieckie i niderlandzkie epitafia, płótna datowane na XVI-XX wiek, grafikę, sztukę ludową oraz sztukę wiejską (chłopską) z regionu Spessartu (głównie ceramikę). Posiadane przez niego odlewy i kopie znanych dzieł wykonywał samodzielnie we własnym zakładzie odlewniczym. W jego kolekcji znalazły się między innymi dzieła: Franza von Stucka, Lucasa Cranacha czy Dricka de Quade von Ravensteyna. Unikalnym eksponatem w zbiorach Gentila są samogrające organy Welte-Mignon, które w 1929 roku „doczekały się” specjalnie dla nich zaprojektowanego przez Gentila pomieszczenia. Cały instrument zawiera w sobie blisko pięćset piszczałek. Całkowitą wartość kolekcji dzieł sztuki, które zebrał Anton Gentil w swoim domu-muzeum, szacuje się na około dwóch tysięcy.
Anton Gentil stał się również właścicielem zbioru szopek bożonarodzeniowych wśród których perełką jest tzw. „szopka z Lienz” („Lienzer Krippe”) z terenu Tyrolu Wschodniego, która składa się niemal z 500 figurek o wysokości 12 cm każda. Są one wykonane z pomalowanego drzewa lipowego. Figurki te, razem z należącymi do kompletu budynkami oraz kulisami, przedstawiają następujące historie: narodzenie Chrystusa, obrzeżanie, przybycia Trzech Króli, wesele w Kanie, Chrystusa w świątyni oraz oczyszczenie świątyni.
W przeciągu kilkudziesięciu lat aktywności na rynku sztuki Anton Gentil uczył się kolekcjonerstwa na własnych sukcesach, ale i błędach, gdyż jak sam stwierdził:
...rozpocząłem od nowczesnych obrazów. Na początku popełniłem, jak każdy zbieracz, pewne błędy. Dość szybko ukształtował się jednak mój gust i w niedługim czasie byłem w stanie roróżnić ‘dobre’ od ‘wybrakowanego’.